# Пареха, Николас
Никола́с Марти́н Паре́ха (исп. Nicolás Martín Pareja; 19 января 1984, Буэнос-Айрес) — аргентинский футболист, центральный защитник. Провёл один матч за сборную Аргентины. Играл в олимпийской сборной Аргентины, в составе которой стал в 2008 году олимпийским чемпионом. Также имеет паспорт гражданина Италии.

## Карьера
Николас Пареха начал профессиональную карьеру в клубе «Архентинос Хуниорс», воспитанником которого он был. Дебютировал в основном составе команды 11 сентября 2004 года в матче чемпионата Аргентины с клубом «Арсенал» (Саранди) (1:0). После этого Пареха стал выступать за первый состав «Архентинос». С 2005 года стал твёрдым игроком основы клуба. 11 февраля 2006 года забил свой первый мяч за клуб, поразив ворота «Индепендьенте». Всего в «Хуниорс» Пареха выступал два сезона, проведя 53 матча и забив 2 гола.

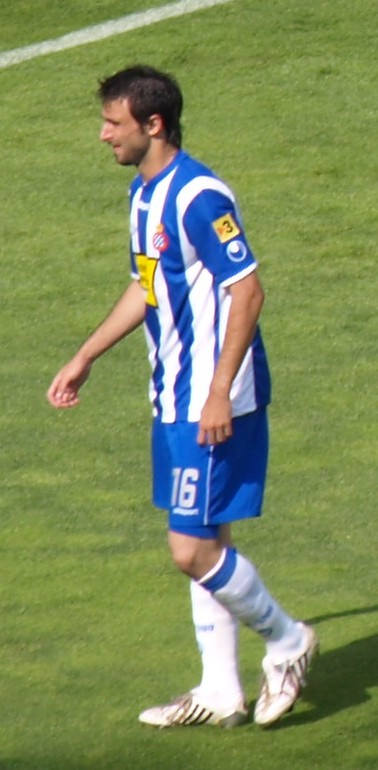
Пареха в составе «Эспаньола»

27 июня 2006 года Пареха уехал в Европу, в бельгийский «Андерлехт», который искал замену для Венсана Компани, перешедшего в «Гамбург», стоимость трансфера составила 2 миллиона евро. Контракт был подписан на 4 года. 20 августа 2006 года Пареха дебютировал в составе клуба в матче с «Вестерло». 13 сентября забил первый мяч в составе «Андерлехта», поразив ворота «Лилля» (1:1) в матче Лиги чемпионов. В октябре аргентинец получил травму колена и выбыл из строя на месяц. В первом же сезоне выиграл Суперкубок Бельгии и чемпионат страны. Пропустил остаток сезона из-за травмы колена. Во втором сезоне выиграл свой второй Суперкубок Бельгии и стал обладателем Кубка Бельгии.
После удачного выступления на Олимпиаде 2008 Парехой заинтересовались «Эспаньол» и «Тоттенхэм Хотспур». 1 сентября 2008 года Пареха перешёл в «Эспаньол», сумма трансфера составила 5 млн евро. Заработная плата футболиста составила 570 тыс. евро годовых.
24 сентября Пареха дебютировал в составе «Эспаньола» в матче чемпионата Испании с «Севильей» (0:2). 11 января 2009 года он забил первый мяч в составе «Эспаньола» в ворота «Альмерии» (2:2). 1 февраля в матче чемпионата Испании с «Рекреативо» Пареха встал в ворота, сменив удалённого вратаря, и пропустил гол с пенальти. Всего в клубе Пареха провёл два года, выступая на позиции центрального защитника вместе с Даниэлем Харке, а затем Виктором Руисом, сыграв в 58 матчах и забив 3 гола. В обоих своих сезонах Пареха включался в символические сборные чемпионата Испании. В нескольких матчах выводил команду на поле с капитанской повязкой. Во втором сезоне в Испании Пареха получил 3 красные карточки, став по этому показателю, вместе с ещё двумя игроками, рекордсменом года; при этом, одну из красных карточек аргентинец заработал, получив две жёлтые карточки за одну минуту. Также часть этого сезона Пареха пропустил из-за травмы связок левого колена.

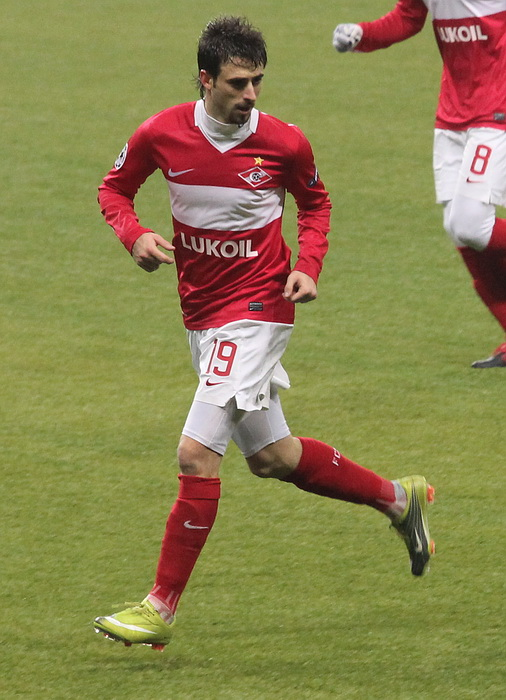
Пареха в составе московского «Спартака»

Летом 2010 года Парехой заинтересовались два российских клуба, «Зенит» и ЦСКА, а также «Атлетико Мадрид», «Севилья», «Валенсия» и мюнхенская «Бавария». 30 июля 2010 года другой российский клуб — московский «Спартак», который следил за выступлениями защитника два года, согласовал с «Эспаньолом» условия трансфера аргентинца, обошедшегося в 7 или 10 млн евро. 4 августа Пареха официально подписал контракт со «Спартаком» на 4 года с заработной платой в 3 млн евро за сезон.
21 августа в игре чемпионата России с «Томью» (4:2) Пареха дебютировал в составе «Спартака». 15 сентября Пареха дебютировал в Лиге чемпионов против «Марселя» (1:0). 20 ноября Пареха был удалён в матче с ЦСКА, грубо сыграв против Вагнера Лава; за этот эпизод он был дисквалифицирован на три игры. Всего в первом сезоне в «Спартаке» Пареха сыграл 16 матчей.
В начале сезона 2011/2012 получил серьёзную травму правой ноги — трещину в первой плюсневой кости. Вернулся на поле 30 апреля . С ним в составе «Спартак» стал намного лучше играть в защите. В июне Парехой заинтересовалась испанская «Валенсия», и сам футболист стремился перейти в этот клуб, но «Спартак» не отпустил игрока, считая его ключевым защитником, поэтому за трансфер игрока было запрошено 18 млн евро, что для «Валенсии» было очень большой суммой. В июле Пареха был оштрафован клубом на 50 % месячной зарплаты, за то, что в вместе с партнёром по команде Маркосом Рохо возвратился в клуб после участия в Кубке Америки позже положенного срока. Сами футболисты сказали, что в аэропорту не было билетов в Россию, однако позже полностью признали свою вину.
11 сентября 2011 года в матче чемпионата России против пермского «Амкара» Пареха забил свой первый гол за «Спартак» ударом со штрафного в дальний угол. 2 октября в матче с «Зенитом» получил красную карточку за удар в лицо Александру Кержакову за что был дисквалифицирован на 4 игры. 14 ноября подписал новый контракт со «Спартаком», рассчитанный до 2016 года. 8 февраля 2012 года в матче против датского «Копенгагена» Пареха забил победный для «Спартака» гол со штрафного в финале предсезонного турнира Copa del Sol.
2 июля 2013 года появилась информация, что Пареха согласовал условия 4-летнего контракта с «Севильей», согласившись на серьёзное понижение зарплаты. 3 июля газета Marca сообщила о том, что на следующий день Пареха пройдет медосмотр в Севилье. 4 июля «Севилья» официально договорилась о годичной аренде Парехи с обязательным правом последующего выкупа.

## Карьера в сборной

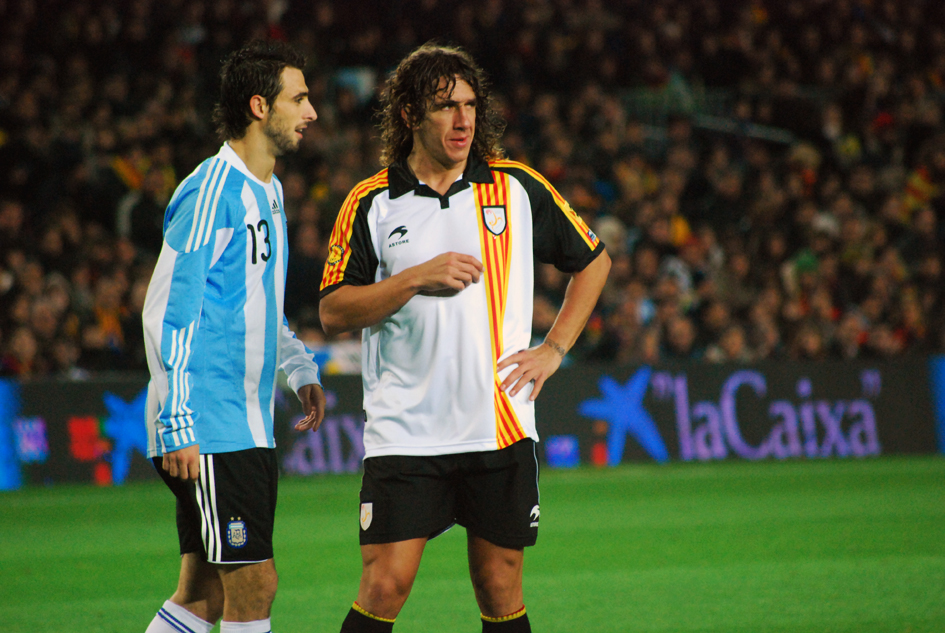
Пареха (слева) в составе сборной Аргентины в матче против сборной Каталонии (справа — Карлес Пуйоль)

В 2008 году в составе сборной Аргентины Пареха поехал на Олимпийские игры. Он стал одним из 3 игроков, старше 23 лет, попавших в состав «альбиселесты». На самом турнире он провёл 5 полных матчей (единственной встречей, в которой он не принимал участия была игра группового этапа против команды Австралии) и стал олимпийским чемпионом.
В 2009 году Пареха был вызван в состав первой сборной Аргентины на товарищеский матч с командой России. Но на саму игру футболист не приехал. Позже он находился в запасе национальной команды на матчах с Бразилией и Парагваем в квалификации к чемпионату мира 2010, заменив в составе травмированного Мартина Демичелиса. Также был в запасе в решающем, для Аргентины, матче отборочного турнира с Уругваем. 22 декабря Пареха дебютировал в составе сборной в неофициальном матче с Каталонией (4:2), заменив Николаса Отаменди.
2 октября 2010 получил вызов на товарищеский матч со сборной Японии, но остался в запасе команды. 17 ноября Пареха сыграл первый, признанный ФИФА, матч за национальную команду, в нём Аргентина обыграла Бразилию со счётом 1:0.
В мае 2011 года Пареха вместе с партнёром по команде Маркосом Рохо был приглашён для участия в составе сборной на Кубке Америки. Однако на турнире на поле не выходил, без него аргентинцы дошли лишь до стадии четвертьфинала.

## Статистика

### Клубная

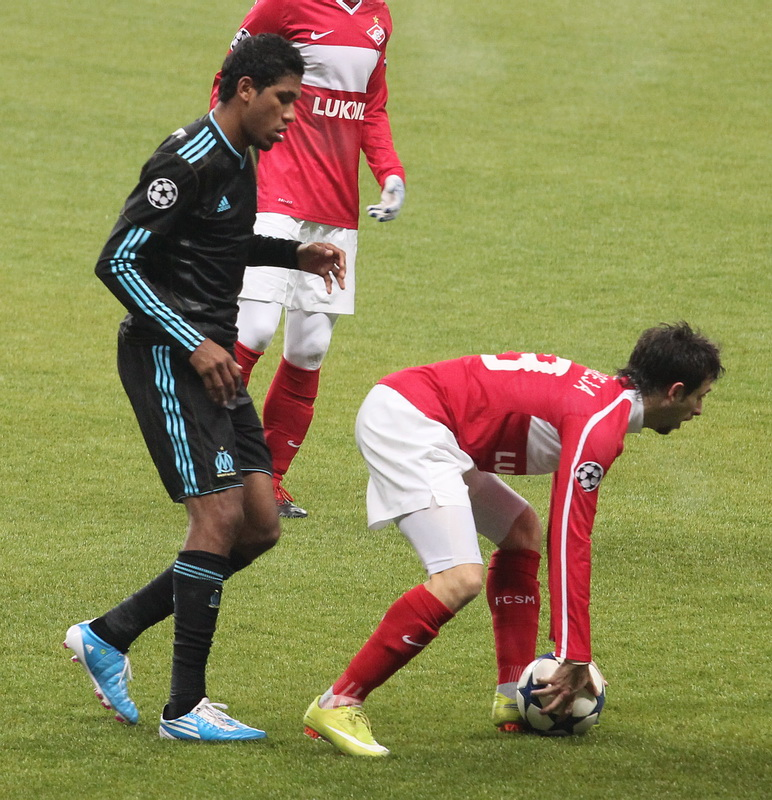
Брандао и Нико Пареха в матче Лиги чемпионов

По состоянию на 19 мая 2016
| Сезон     | Клуб               | Лига        | Чемпионат | Чемпионат | Кубок | Кубок | Континт. | Континт. |
| Сезон     | Клуб               | Лига        | Игры      | Голы      | Игры  | Голы  | Игры     | Голы     |
| --------- | ------------------ | ----------- | --------- | --------- | ----- | ----- | -------- | -------- |
| 2004      | Архентинос Хуниорс | Апертура    | 7         | 0         | —     | —     | ?        | ?        |
| 2005      | Архентинос Хуниорс | Клаусура    | 10        | 0         | —     | —     | ?        | ?        |
| 2005      | Архентинос Хуниорс | Апертура    | 18        | 0         | —     | —     | ?        | ?        |
| 2006      | Архентинос Хуниорс | Клаусура    | 18        | 2         | —     | —     | ?        | ?        |
| 2006/2007 | Андерлехт          | Лига Жюпиле | 21        | 0         | ?     | ?     | 4        | 1        |
| 2007/2008 | Андерлехт          | Лига Жюпиле | 18        | 0         | ?     | ?     | 8        | 0        |
| 2008/2009 | Эспаньол           | Примера     | 30        | 3         | 3     | 0     | —        | —        |
| 2009/2010 | Эспаньол           | Примера     | 30        | 0         | 2     | 0     | —        | —        |
| 2010      | Спартак (Москва)   | РФПЛ        | 11        | 0         | 0     | 0     | 5        | 0        |
| 2011/12   | Спартак (Москва)   | РФПЛ        | 24        | 1         | 1     | 0     | 1        | 0        |
| 2012/13   | Спартак (Москва)   | РФПЛ        | 12        | 2         | 0     | 0     | 4        | 0        |
| 2013/2014 | Севилья            | Примера     | 25        | 0         | 0     | 0     | 12       | 0        |
| 2014/2015 | Севилья            | Примера     | 26        | 1         | 3     | 0     | 8        | 0        |
| 2015/2016 | Севилья            | Примера     | 2         | 0         | 0     | 0     | 0        | 0        |

### В сборной
| Дата            | Место проведения | Оппонент  | Счёт | Голы | Соревнование       |
| --------------- | ---------------- | --------- | ---- | ---- | ------------------ |
| 23 декабря 2009 | Барселона        | Каталония | 2:4  | —    | Неофициальный матч |
| 17 ноября 2010  | Доха             | Бразилия  | 1:0  | —    | Товарищеский матч  |

## Достижения
Командные
 Сборная Аргентины
- Олимпийский чемпион: 2008

 Андерлехт
- Чемпион Бельгии: 2006/07
- Обладатель Кубка Бельгии: 2007/08
- Обладатель Суперкубка Бельгии: 2006, 2007

 Спартак
- Серебряный призёр Чемпионата России: 2011/12

 Севилья
- Победитель Лиги Европы УЕФА: 2013/14, 2014/15, 2015/16

## Личная жизнь
Пареха женат. Имеет дочь.